# Aristolochia fontanesii
Aristolochia fontanesii är en piprankeväxtart som beskrevs av Boiss. & Reuter. Aristolochia fontanesii ingår i släktet piprankor, och familjen piprankeväxter. Inga underarter finns listade i Catalogue of Life.